# گای اوقوز
گای اوقوز (انگلیسی: Guy Evéquoz؛ زادهٔ ۲۰ آوریل ۱۹۵۲) ورزشکار شمشیربازی اهل سوئیس است.
وی در مسابقات کشوری و بین‌المللی در مجموع برندهٔ ۱ مدال نقره شده‌است.